# Platanthera yakumontana
Platanthera yakumontana är en orkidéart som beskrevs av Genkei Masamune. Platanthera yakumontana ingår i släktet nattvioler, och familjen orkidéer. Inga underarter finns listade i Catalogue of Life.